# Svobodné Heřmanice
Svobodné Heřmanice är en ort i Tjeckien. Den ligger i den östra delen av landet, 230 km öster om huvudstaden Prag. Svobodné Heřmanice ligger 400 meter över havet och antalet invånare är 519.
Terrängen runt Svobodné Heřmanice är platt österut, men västerut är den kuperad. Terrängen runt Svobodné Heřmanice sluttar brant österut. Runt Svobodné Heřmanice är det ganska glesbefolkat, med 43 invånare per kvadratkilometer. Närmaste större samhälle är Opava, 16,3 km öster om Svobodné Heřmanice. Omgivningarna runt Svobodné Heřmanice är en mosaik av jordbruksmark och naturlig växtlighet.